# دانييلا ساندوفال
دانييلا ساندوفال (ولدت في 18 يناير 1991)هي رياضية إكوادورية ومتسلقة جبال وراكبة دراجات و معالجة فيزيائية. اشتهرت بتسلق أكونكاغوا في 20 ساعة و 17 دقيقة، محطمة الرقم القياسي السابق للسيدات الرقم القياسي السابق، 22 ساعة و 52 دقيقة، تم تسجيله من قبل متسلق الجبال البرازيلي فرناندا ماسيل في فبراير 2016.

## النشأة
عندما كانت في التاسعة من عمرها، انضمت ساندوفال إلى نادي تسلق الجبال في الجامعة البابوية الكاثوليكية في الإكوادور. كان والداها أعضاء أيضًا. حضرت معسكرات «الهواء الطلق»، التي نظمها فابيان زوريتا في كيتو، حيث أتقنت تقنيات تسلق الجبال. في المراهقة كرست نفسها فقط لألعاب القوى الجبلية في سن 18 عامًا. في أبريل 2018، تسلقت كوتوباكسي، وهو بركان نشط في الإكوادور، في 7 ساعات و 32 دقيقة. هذا هو أول رقم قياسي لتسلق السرعة لكوتوباكسي.